# Ruytchi Souzouki
 (juillet 2025).
La mise en forme du texte ne suit pas les recommandations de Wikipédia : il faut le « wikifier ».
Les points d'amélioration suivants sont les cas les plus fréquents. Le détail des points à revoir est peut-être précisé sur la page de discussion.
- Les titres sont pré-formatés par le logiciel. Ils ne sont ni en capitales, ni en gras.
- Le texte ne doit pas être écrit en capitales (les noms de famille non plus), ni en gras, ni en italique, ni en « petit »…
- Le gras n'est utilisé que pour surligner le titre de l'article dans l'introduction, une seule fois.
- L'italique est rarement utilisé : mots en langue étrangère, titres d'œuvres, noms de bateaux, etc.
- Les citations ne sont pas en italique mais en corps de texte normal. Elles sont entourées par des guillemets français : « et ».
- Les listes à puces sont à éviter, des paragraphes rédigés étant largement préférés. Les tableaux sont à réserver à la présentation de données structurées (résultats, etc.).
- Les appels de note de bas de page (petits chiffres en exposant, introduits par l'outil «  Source ») sont à placer entre la fin de phrase et le point final[comme ça].
- Les liens internes (vers d'autres articles de Wikipédia) sont à choisir avec parcimonie. Créez des liens vers des articles approfondissant le sujet. Les termes génériques sans rapport avec le sujet sont à éviter, ainsi que les répétitions de liens vers un même terme.
- Les liens externes sont à placer uniquement dans une section « Liens externes », à la fin de l'article. Ces liens sont à choisir avec parcimonie suivant les règles définies. Si un lien sert de source à l'article, son insertion dans le texte est à faire par les notes de bas de page.
- La présentation des références doit suivre les conventions bibliographiques. Il est recommandé d'utiliser les modèles {{Ouvrage}}, {{Chapitre}}, {{Article}}, {{Lien web}} et/ou {{Bibliographie}}. Le mode d'édition visuel peut mettre en forme automatiquement les références.
- Insérer une infobox (cadre d'informations à droite) n'est pas obligatoire pour parachever la mise en page.

Pour une aide détaillée, merci de consulter Aide:Wikification.
Si vous pensez que ces points ont été résolus, vous pouvez retirer ce bandeau et améliorer la mise en forme d'un autre article.
 (janvier 2018).
Ruytchi Souzouki, écrit également Ryuichi Suzuki (en japonais 鈴木 龍一), est un artiste peintre, décorateur, illustrateur, lithographe, graveur et critique d'art japonais, né le 2 août 1904 à Yokohama et mort le 20 mars 1985 à Paris.

## Biographie[2]
Ruytchi Souzouki s’initie à la peinture chez Sanzo Wada (1883-1967), artiste connu au Japon. Son père banquier s’installe au Brésil dans les années 1920 et le jeune Ruytchi poursuit sa formation artistique à l'école des Beaux-arts de Rio de Janeiro. Le poète Paul Fort, de passage au Brésil s’intéresse à l’intensité créatrice du jeune homme et le décide à s’installer à Paris au début des années 1920.
Ruytchi Souzouki rencontre le milieu des artistes japonais vivant à Paris dans le Montparnasse des années folles. Il se lie notamment avec Tsugouharu Foujita, qui réalisera un portrait de Souzouki et le présentera au mécène Jirohachi Satsuma (1901-1976). En 1922, il présente sa première exposition personnelle à la Galerie Manuel Frères à Paris avec un catalogue préfacé par André Salmon, critique d’art. Il est présent à partir de 1923 aux Salons d'Automne, aux Salons des indépendants et à celui des Tuileries. En particulier, au Salon des indépendants, il présente Dames à la Terrasse  en 1928 et Piano et Chant  en 1930.
En 1936, Foujita fait entrer une de ses toiles à la Galerie nationale de Prague. Sa démarche picturale est de plus en plus influencée par les différentes démarches de l’avant-garde figurative. Il fréquente les peintres de l’École de Paris et se lie avec Jules Pascin et Max Ernst. Sa recherche sur l’expression du psychisme l’amène à adhérer à la démarche surréaliste, déterminante pour toute son œuvre, l’amenant à s’intéresser au dessin automatique et au collage.
Il reçoit le prix de l'Ambassade du Japon à Paris en 1939.
Après la Deuxième Guerre mondiale, il se fait connaître à nouveau avec des œuvres au Salon d'Automne, au Salon des Tuileries et au Salon des indépendants. Sa notoriété est grandissante et il expose en 1954 des collages surréalistes à la Galerie Paul Petrides et la Galerie Romanet. Respectivement en 1969 et 1971, il présente L'invitation par la Déesse Shakti et  Poids de la modestie au Salon des Indépendants. Il publie des articles dans la revue Bizarre. L’originalité de son expression artistique réside dans l’intégration d’éléments populaires (presse, feuilletons, roman policier), à partir desquels il réalise des portraits de Martine Carol, Brigitte Bardot, Marcel Proust, par collages, sous l’influence d’Arcimboldo. Eric Losfeld, publie un recueil de ses dessins consacré à Brigitte Bardot (1960, préface de Jacques Sternberg).
Peu à peu, il s’isole et continue sa recherche en solitaire dans son atelier, rue Mouton-Duvernet.
Il joue un touriste japonais dans le film Les Gaspards de Pierre Tchernia en 1973 et reçoit la médaille d'argent de la Ville de Paris en 1980.
Il meurt pauvre et oublié en 1985 et est enterré dans la fosse commune du cimetière parisien de Thiais. Son œuvre, récupérée par son gardien d’immeuble, fera l’objet d’une vente aux enchères à Drouot en mars 1986. Les invendus iront à la décharge.
Il est progressivement redécouvert dans les années 2000. La galerie Vallois (Paris, New York) lui consacre une exposition, organisée par Henri Enu. Certaines de ses œuvres sont vendues sur les marchés publics. Le peintre Albert Mescam découvre ses dessins et fera éditer aux Éditions de L’Usine Souzouki, les dessins de 1935. Le galeriste François Deneulin a revisité son œuvre à partir d’une exposition en 2016 et créé un site web qui lui est consacré ou il tente de rassembler les diverses productions de l’artiste.
Ruytchi Souzouki est parfois confondu avec Ryozo Souzouki (1898-1958), peintre japonais contemporain ayant aussi vécu en France. Certaines toiles de Ruytchi Souzouki ont été attribuées à Ryozo.

## Expositions[13]
- 1922, Galerie Manuel Frères à Paris
- 1925-1926, Beau Paysage de Neige et Animaux
- 1926, 38eme Salon des indépendants
- 1927 - janvier, Salon des indépendants
- 1927 - novembre, Salon d'automne
- 1928 - Salon des indépendants Dames à la Terrasse
- 1929 - Salon des artistes japonais
- 1929 - janvier, 40ème Salon des indépendants au Grand Palais
- 1929 - novembre, Salon d'automne au Grand Palais
- 1930 - Salon des indépendants, Piano et chant
- 1931 - Salon des indépendants Loge
- 1932 - Salon des indépendants, Les courses
- 1932 en novembre - Salon d'Automne
- 1935 - Salon des indépendants
- 1937 vers le mois de mars - Galerie Le niveau
- 1941 vers le mois de juillet - Galerie Marcel Guiot à Paris
- 1955 en mars, - Cercle Volney (Artistes Japonais)
- 1956, du 03 au 18 février - Romi, 15, rue de Seine, Paris Visages et paysages composés
- 1958, du 07 au 27 octobre 1958, Cercle des Artistes Japonais, Paris Cosmogonie
- 1960, Salon des indépendants  Cosmogonie
- 1962, Salon des indépendants Méditation Zen, Kabbale n°XXII
- 1967, Salon des indépendants avec une toile Kabbale n°3
- 1977, Salon des indépendants avec Yoga
- 1978, Salon des indépendants Fermeture éclair total
- 2012 Galerie Vallois à Paris du 31 mai au 30 juin
- 2013 Fine Art Studio à Bruxelles
- 2015 Galerie Vallois "Nus Frigolifiés" à Paris du 2 avril au 2 mai[14]
- 2016 Galerie Deneulin à Barraux du 11 juin au 9 juillet[15]